# شركة دبي
شركة دبي (Dubai Inc). هي عبارة تستخدم لوصف مجموعة من الشركات المتنوعة المملوكة أساسًا لحكومة دبي. نمت هذه العقارات الاستثمارية التي تسيطر عليها الدولة مما كان مجرد رؤية لأسلاف الشيخ محمد بن راشد آل مكتوم في عام 2000. ومنذ ذلك الحين، اختارت العائلة الحاكمة شخصيات بارزة «لتولي ما ثبت أنه أحد أكثر قصص النجاح غير العادية في الاستثمار والتنمية العالميين»  تشمل بعض الأمثلة على الشركات المحلية التابعة لشركة دبي، دبي العالمية، ودبي القابضة، وطيران الإمارات، والشركات التابعة الاستثمارية التابعة لدبي العالمية، مثل موانئ دبي العالمية، والمنطقة الحرة لجبل علي، ونخيل، و أو، بي فيري. وأخرين.

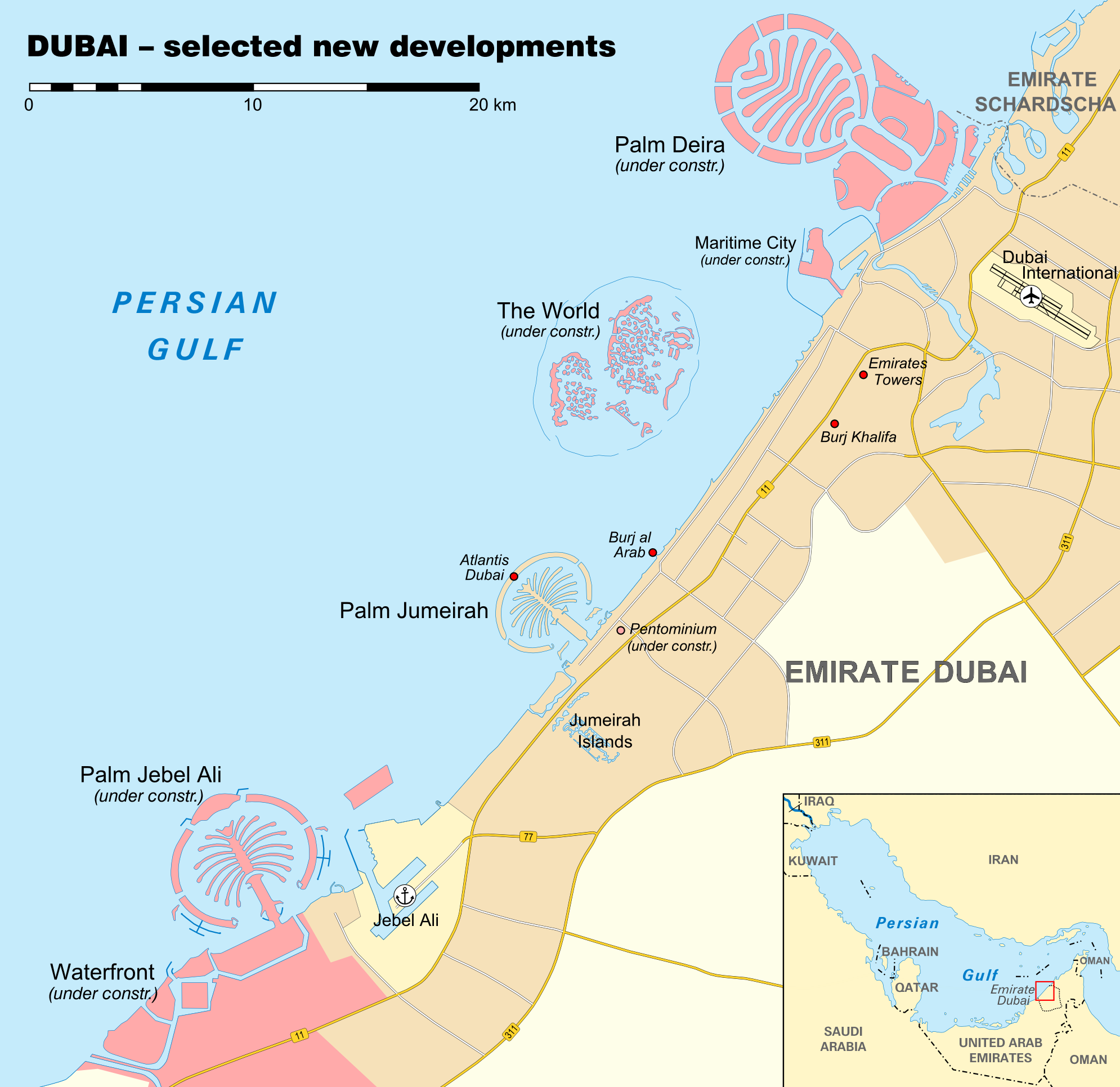
خريطة دبي

## شركات تابعة لشركة دبي.
تبحث شركة دبي في شبكة واسعة من الشركات المحلية والمملوكة للدولة. تشمل بعض أكبر المؤسسات التابعة لشركة دبي، دبي العالمية، ودبي القابضة، ومؤسسة دبي للاستثمار (ICD) .

شعار دبي العالمية

### دبي العالمية
دبي العالمية هي شركة قابضة عالمية تركز جهودها على المجالات الإستراتيجية للنمو. وتشمل هذه المجالات النقل والخدمات اللوجستية، والتنمية الحضرية، والأحواض الجافة والبحرية، والاستثمار والخدمات المالية. وبالتالي، فإن دبي العالمية هي الشركة الأم للعديد من الشركات التابعة، بما في ذلك:
- أحواض دبي الجافة - أكبر منشأة لبناء السفن في الشرق الأوسط.[2]
- موانئ دبي العالمية - الشركة التي تمتلك أكثر من 65 محطة بحرية في أكثر من 6 قارات.[3]
- إستثمار العالمية - شركة استثمارية مقرها دبي تركز على خلق القيمة والنمو عبر الاستثمارات المختلفة.[4]
- جركورب - شركة استثمارية متخصصة في المرافق الرياضية والترفيهية، مع الغولف يجري التركيز الأساسي.[5]
- مدينة دبي البحرية - منظمة تشارك في إصلاح السفن، والتحويل، وبناء السفن، والكتلة البحرية والبحرية.[6]
- نخيل العقارية - مطور عقاري في دبي، مسؤول عن بناء جزر النخيل وواجهة دبي البحرية والعالم وجزر الكون.
- أو، بي فيري - واحدة من مشغلي العبارات الرائدة في أوروبا تشارك في الشحن والسفر.[7]
- تمويل - شركة تطوير عقاري مقرها في دبي.

### دبي القابضة
تأسست دبي القابضة في عام 2004، وهي شركة استثمار قابضة عالمية لها مصالح في 24 دولة. توظف دبي القابضة أكثر من 20 ألف شخص وتتم إدارتها من خلال مجموعة دبي القابضة للعمليات التجارية (DHCOG) ومجموعة دبي القابضة للاستثمار (DHIG). بينما تدير المجموعة الأولى الضيافة والعقارات والاتصالات، تدير المجموعة الثانية الأصول المالية لدبي القابضة. تشمل هذه الأصول استثمارات وخدمات مالية متنوعة.
1. مجموعة دبي القابضة للعمليات التجارية:
  - مجموعة دبي للعقارات - مطور للمواقع التي تدعم التنمية طويلة الأجل لدبي، بما في ذلك الوجهات مثل الخليج التجاري ودبي لاند والممشى في جميرا بيتش ريزيدنس والقرية الثقافية. من خلال وحداتها التجارية، دبي للعقارات (DP) وإجادة، تقدم مجموعة دبي للعقارات أيضًا خدمات متعلقة بالعقارات مثل تطوير المشاريع وإدارة المحافظ والأصول.[9]
  - الإمارات الدولية للاتصالات - منظمة تستثمر في مجال الاتصالات في الشرق الأوسط وشمال إفريقيا وأوروبا.
  - مجموعة جميرا - شركة تقدم خدمات الضيافة الرائدة من خلال الفنادق والمنتجعات الفاخرة ذات المستوى العالمي.[10]
  - مجموعة تيكوم - المعروفة سابقًا باسم تيكوم للاستثمارات، مجموعة تيكوم هي مطور ومشغل لمجتمعات الأعمال التي تساهم في النمو الاقتصادي المستدام في دبي. من خلال هذه المجتمعات، وفرت الشركة موقعًا لأكثر من 4600 شركة، تمثل إجمالي القوى العاملة البالغ 74000.[11]
2. مجموعة دبي القابضة للاستثمار:
  - مجموعة دبي - تأسست في عام 2000، مجموعة دبي هي شركة تركز على الخدمات المالية مثل الخدمات المصرفية والاستثمارات والتأمين على المستويات المحلية والعالمية. من خلال العديد من الشركات التابعة، تعمل مجموعة دبي في منطقة الشرق الأوسط وشمال إفريقيا، والاتحاد الأوروبي، وأمريكا الشمالية، وآسيا.[12]
  - دبي إنترناشونال كابيتال - شركة استثمارية تركز بشكل أساسي على الأسهم الخاصة في الشرق الأوسط وأوروبا الغربية.[13]

### مؤسسة دبي للاستثمار (ICD)
تأسست مؤسسة دبي للاستثمار (ICD) في عام 2006 من أجل توحيد وإدارة محفظة دبي بهدف تطوير وتنفيذ السياسات الحكومية واستراتيجيات الاستثمار لتعظيم قيمة المساهمين وإفادة دبي على المدى الطويل. ولديها محفظة تمثل القطاعات التي تعتبر «استراتيجية» للتطوير المستمر في دبي. تشمل القطاعات الإستراتيجية المالية والاستثمار والنقل والطاقة والصناعة والعقارات والترفيه والمقتنيات الأخرى.
- التمويل والاستثمار:
  - بورصة دبي - «بورصة دبي هي الشركة القابضة لسوق دبي المالي (DFM) وناسداك دبي».[15]
  - دبي للاستثمار - شركة استثمارية مدرجة في سوق دبي المالي. تمتلك دبي للاستثمار أكثر من 19.800 مساهم ويبلغ رأس مالها المدفوع 4 مليارات درهم إماراتي.[16]
  - بنك دبي الإسلامي - بنك إسلامي تأسس في عام 1975 ومهمته إدارة الأصول التي تزيد عن تريليون دولار أمريكي على مستوى العالم [17]
  - الإمارات دبي الوطني - بنك تأسس في عام 2007 عندما تم إدراج أسهمه رسمياً في سوق دبي المالي.[18]
  - شركات أخرى - بنك دبي التجاري، الصكوك الوطنية، نور بنك، بنك الاتحاد الوطني، بنك الفجيرة الوطني، الإمارات للاستثمار والتنمية، شركة إتش إس بي سي الشرق الأوسط للتمويل، ومجموعة كلداري إخوان.
- وسائل النقل:
  - دناتا - مزود خدمات جوية مشترك مع أكثر من 23000 موظف من 38 دولة.[19]
  - مؤسسة دبي لصناعات الطيران (DAE) - شركة طيران تقدم خدمات تأجير الطائرات وإصلاحها وصيانتها وتجديدها.[20]
  - مجموعة الإمارات - شركة طيران دولية مسؤولة عن طيران الإمارات ومرحبا وسكاي واردز والعديد من الشركات التابعة الأخرى.[21]
- الطاقة والصناعة:
  - كليفلاند للكباري والهندسة فرع الشرق الأوسط (CBEME) - شركة عالمية رائدة في مجال الهندسة والبناء وتصنيع الصلب القائمة على التكنولوجيا. تم تأسيسها في عام 1977.[22]
  - شركة دبي للكابلات - شركة تصنيع الكابلات.
  - الإمارات العالمية للألمنيوم (EGA) - تكتل للألمنيوم مع مصالح في البوكسيت وصهر الألمنيوم الأولي.[23]
  - شركة بترول الإمارات الوطنية (اينوك) - مجموعة الطاقة الرئيسية لحكومة دبي.
- العقارات والترفيه:
  - إعمار - شركة عقارية وتطوير رائدة عالمياً.[24]
  - أتلانتس النخلة - فندق 5 نجوم ومدينة ملاهي تقع في جزيرة النخلة.
  - المنطقة الحرة بمطار دبي (دافزا) - تأسست عام 1966، وتقع المنطقة الحرة بالقرب من مطار دبي الدولي.
  - مركز دبي التجاري العالمي - مجمع تم بناؤه لاستضافة الأحداث والمعارض، وهو مسؤول إلى حد كبير عن نمو التجارة الدولية في الشرق الأوسط.[25]
  - أخرى - الجولف في دبي، وسلطة واحة دبي للسيليكون.
- مقتنيات أخرى:
  - أسواق - مركز تجاري محلي.
  - مؤسسة دبي للأسواق الحرة - أكبر بائع تجزئة للمطارات في العالم، يعمل به أكثر من 5600 شخص ويحصل على أكثر من 480 مكافأة على نجاحه.[26]
  - إمارتك - «شركة استشارية وتقنية رائدة في العالم العربي».[27]
  - الإمارات روابي - تأسست في عام 2000، روابي هي الشركة الرائدة في مجال إنتاج الدواجن والألبان في الإمارات العربية المتحدة.[28]
  - أخرى - شركة الإمارات للمرطبات.

## روابط خارجية
- شركة دبي على نيويورك تايمز
- شركة دبي في الوقت المحدد
- دبي إنك على وول ستريت جورنال
- شركة دبي، الجزء الأول - 60 دقيقة - أخبار سي بي إس
- شركة دبي، الجزء الثاني - 60 دقيقة - أخبار سي بي إس